# معاهدة جاي
معاهدة جاي (بالإنجليزية: Jay Treaty)‏، وقُعت عام 1794 وحلت النزاعات بين الولايات المتحدة وبريطانيا بعد نهاية الثورة الأمريكية (1775- 1783) وكان جون جاي رئيس القضاء الأمريكي قد رتب لهذه الاتفاقية في لندن.
لم تلتزم بريطانيا والولايات المتحدة ببنود اتفاقية باريس التي أنهت الحرب الثورية عام 1783 تمامًا. إذ لم يدفع الأمريكيون الديون المترتبة عليهم قبل الحرب للرعايا البريطانيين، كما رفضوا أيضًا دفع خسائر ممتلكات الأمريكيين الذين تعاطفوا مع بريطانيا أثناء الحرب. وفي الجانب الآخر، رفض الإنجليز تسليم النقاط العسكرية القريبة من البحيرات العظمى ورفضوا فتح أسواقهم الهامة في جزر الهند الغربية للسفن الأمريكية.
وصلت العلاقات بين الولايات المتحدة وبريطانيا إلى مرحلة القطيعة تقريبًا بعد أن أعلنت فرنسا الحرب على بريطانيا عام 1793. وحاصرت بريطانيا المستعمرات الفرنسية في جزر الهند الغربية وأسرت حوالي 300 سفينة أمريكية مما أدى إلى تهيئة أجواء الحرب بين بريطانيا والولايات المتحدة.
وأخيرًا أرسل الرئيس الأمريكي جورج واشنطن جاي إلى لندن للتفاوض حول حل سلمي للنزاع. وقع ممثلو بريطانيا وأمريكا اتفاقية جاي في 19 نوفمبر 1794، وقد حلت تلك الاتفاقية أغلب نقاط الخلاف ولكنها لم تستطع منع بريطانيا من بسط هيمنتها على السفن الأمريكية المحايدة، كما أنها حظرت على أمريكا الانتقام من هذه الهيمنة البريطانية. صدق جورج واشنطن على الاتفاقية في أغسطس عام 1795.